# Unione Sportiva Cremonese 1999-2000
Questa pagina raccoglie le informazioni riguardanti l'Unione Sportiva Cremonese nelle competizioni ufficiali della stagione 1999-2000.

## Stagione
Nella Stagione 1999-2000 la Cremonese ha disputato il girone A del campionato di Serie C1, si è classificata sedicesima con 34 punti e si trovata costretta a disputare il playout con il Lecco, lo ha perso nel doppio confronto, retrocedendo in Serie C2. In uno scenario difficile dal punto di vista societario, a cavallo del secolo, la squadra grigiorossa molto rinnovata, viene affidata a Giovanni Trainini, ma pure in una categoria inferiore, la Cremonese inizia come aveva finito, senza vincere mai, il primo squillo arriva il 17 ottobre, alla settima giornata (0-2) a Leffe, dall'ultima vittoria contro il Cesena in Serie B, sono trascorsi undici mesi, 35 partite di campionato e 7 di Coppa Italia. All'inizio di marzo si cambia allenatore, arriva Giuseppe Papadopulo ma la Cremonese resta imbrigliata nella bassa classifica e finisce dritta al playout, nella prima sfida contro il Lecco, una rete nel finale di Serafini accende le speranze, sono molti i tifosi grigiorossi che si portano a Lecco per il ritorno. Ma in riva al Lario l'incubo diventa realtà. Nella Coppa Italia la Cremonese è inserita nel gruppo 4, che promuove al secondo turno l'Atalanta.

## Rosa
| N. |                   | Ruolo | Calciatore           |
| -- | ----------------- | ----- | -------------------- |
|    | Italia (bandiera) | D     | Emilio Abeni         |
|    | Italia (bandiera) | P     | Michele Arcari       |
|    | Italia (bandiera) | A     | Costantino Borneo    |
|    | Italia (bandiera) | A     | Salvatore Bruno      |
|    | Italia (bandiera) | C     | Giovanni Capuano     |
|    | Italia (bandiera) | D     | Riccardo Castagna    |
|    | Italia (bandiera) | D     | Paolo Castellini     |
|    | Italia (bandiera) | C     | Francesco Clementini |
|    | Italia (bandiera) | P     | Silvio Cortinovis    |
|    | Italia (bandiera) | C     | Simone Erba          |
|    | Italia (bandiera) | D     | Cristian Forlani     |

| N. |                   | Ruolo | Calciatore          |
| -- | ----------------- | ----- | ------------------- |
|    | Italia (bandiera) | C     | Sergio Gamba        |
|    | Italia (bandiera) | C     | Simone Guarneri     |
|    | Italia (bandiera) | D     | Stefano Lucchini    |
|    | Italia (bandiera) | C     | Filippo Masolini    |
|    | Italia (bandiera) | A     | Marco Pau           |
|    | Italia (bandiera) | D     | Marco Pedretti      |
|    | Italia (bandiera) | D     | Alessandro Pedroni  |
|    | Italia (bandiera) | C     | Vanni Pessotto      |
|    | Italia (bandiera) | C     | Matteo Serafini     |
|    | Italia (bandiera) | D     | Gianluca Zanetti    |
|    | Italia (bandiera) | D     | Alessandro Zoppetti |

## Risultati

### Campionato

#### Girone di andata
| Arbitro: | Cavallaro (Legnago) |

|                     |           |  |
| Cancellato 39’, 43’ | Marcatori |  |

| Cremona 12 settembre 1999 2ª giornata | Cremonese       | 0 – 0 | Lumezzane | Stadio Giovanni Zini\| Arbitro: \| Ferlito (Prato) \| |
| Arbitro:                              | Ferlito (Prato) |       |           |                                                       |

| Arbitro: | Evangelista (Avellino) |

|             |           |            |
| Porfido 53’ | Marcatori | 33’ Borneo |

| Arbitro: | Dondarini (Finale Emilia) |

|                   |           |                            |
| Borneo 16’ (rig.) | Marcatori | 44’ Matteazzi 55’ Pistella |

| Varese 3 ottobre 1999 5ª giornata | Varese          | 0 – 0 | Cremonese | Stadio Franco Ossola\| Arbitro: \| Maselli (Lucca) \| |
| Arbitro:                          | Maselli (Lucca) |       |           |                                                       |

| Arbitro: | Ferlito (Prato) |

|                   |           |             |
| Borneo 85’ (rig.) | Marcatori | 45+1’ Salvi |

| Arbitro: | Dondarini (Finale Emilia) |

|  |           |                 |
|  | Marcatori | 22’, 83’ Borneo |

| Arbitro: | Lambertini (Bologna) |

|                         |           |              |
| Borneo 33’ Lucchini 67’ | Marcatori | 49’ Bizzarri |

| Arbitro: | Girardi (San Donà di Piave) |

|               |           |           |
| Chiaretti 67’ | Marcatori | 79’ Bruno |

| Arbitro: | Lombardi (Lanciano) |

|                       |           |               |
| Orfei 28’ Trocini 84’ | Marcatori | 5’ Castellini |

| Arbitro: | Ciampi (Pisa) |

|           |           |               |
| Bruno 75’ | Marcatori | 82’ Colasante |

| Lecco 28 novembre 1999 12ª giornata | Lecco               | 0 – 0 | Cremonese | Stadio Mario Rigamonti\| Arbitro: \| Angrisani (Salerno) \| |
| Arbitro:                            | Angrisani (Salerno) |       |           |                                                             |

| Arbitro: | Ioseffi (Siena) |

|                               |           |                 |
| Forlani 65’ Borneo 89’ (rig.) | Marcatori | 61’, 80’ Barban |

| Arbitro: | Morganti (Ascoli Piceno) |

|            |           |                |
| Borneo 25’ | Marcatori | 74’ G. Savoldi |

| Arbitro: | Cenni (Imola) |

|                   |           |  |
| Colacone 14’, 80’ | Marcatori |  |

| Arbitro: | Ferraro (Crotone) |

|              |           |             |
| Pedretti 74’ | Marcatori | 94’ Simeoni |

| Arbitro: | Mazzoleni (Bergamo) |

|                       |           |             |
| Favi 33’ Nincheri 52’ | Marcatori | 42’ Zanetti |

#### Girone di ritorno
| Arbitro: | Palmieri (Cosenza) |

|                           |           |                                  |
| Castagna 14’ Pedretti 48’ | Marcatori | 23’ (rig.) Cancellato 37’ Soligo |

| Arbitro: | Ciampi (Pisa) |

|  |           |                           |
|  | Marcatori | 71’ Castagna 90’ Guarneri |

| Cremona 23 gennaio 2000 20ª giornata | Cremonese       | 0 – 0 | Montevarchi | Stadio Giovanni Zini\| Arbitro: \| Dattilo (Locri) \| |
| Arbitro:                             | Dattilo (Locri) |       |             |                                                       |

| Arbitro: | Rizzoli (Bologna) |

|                                |           |  |
| Stringardi 27’ Paco Soares 55’ | Marcatori |  |

| Cremona 6 febbraio 2000 22ª giornata | Cremonese              | 0 – 0 | Varese | Stadio Giovanni Zini\| Arbitro: \| Evangelista (Avellino) \| |
| Arbitro:                             | Evangelista (Avellino) |       |        |                                                              |

| Como 13 febbraio 2000 23ª giornata | Como               | 0 – 0 | Cremonese | Stadio Giuseppe Sinigaglia\| Arbitro: \| Griselli (Livorno) \| |
| Arbitro:                           | Griselli (Livorno) |       |           |                                                                |

| Arbitro: | Tonolini (Milano) |

|  |           |             |
|  | Marcatori | 91’ Araboni |

| Arbitro: | De Marco (Chiavari) |

|                     |           |                |
| Bizzarri 46’ (rig.) | Marcatori | 45’ Castellini |

| Arbitro: | Zenere (Schio) |

|            |           |                   |
| M. Pau 86’ | Marcatori | 50’, 69’ M. Vieri |

| Arbitro: | Cannella (Palermo) |

|                       |           |                |
| Bruno 13’ Zanetti 51’ | Marcatori | 62’ Bekirovski |

| Arbitro: | Palanca (Roma) |

|                              |           |            |
| Sciaccaluga 24’ Ghizzani 65’ | Marcatori | 90’ Borneo |

| Arbitro: | Ambrosino (Torre del Greco) |

|            |           |  |
| Borneo 32’ | Marcatori |  |

| San Donà di Piave 16 aprile 2000 30ª giornata | San Donà            | 0 – 0 | Cremonese | Stadio Verino Zanutto\| Arbitro: \| Carlucci (Molfetta) \| |
| Arbitro:                                      | Carlucci (Molfetta) |       |           |                                                            |

| Arbitro: | Evangelista (Avellino) |

|           |           |  |
| Deoma 24’ | Marcatori |  |

| Arbitro: | Cannella (Palermo) |

|                   |           |  |
| Borneo 48’ (rig.) | Marcatori |  |

| Arbitro: | Pieri (Genova) |

|                                     |           |  |
| Soncin 7’, 22’ Scarpa 65’ Zalla 92’ | Marcatori |  |

| Arbitro: | Bianchi (Lucca) |

|             |           |             |
| Capuano 27’ | Marcatori | 82’ Domizzi |

### Playout
| Arbitro: | Ambrosino (Torre del Greco) |

|                       |           |               |
| Erba 33’ Serafini 86’ | Marcatori | 42’ Bertolini |

| Arbitro: | Morganti (Ascoli Piceno) |

|                         |           |  |
| Tondo 10’ Bertolini 66’ | Marcatori |  |

### Coppa Italia

#### Fase preliminare Gruppo 4
| Arbitro: | Saccani (Mantova) |

|                     |           |             |
| Nappi 2’ Caccia 21’ | Marcatori | 24’ Zanetti |

| Arbitro: | N. Ayroldi (Molfetta) |

|  |           |               |
|  | Marcatori | 45’ Marazzina |

| Arbitro: | Braschi (Prato) |

|                                                |           |  |
| Bellotto 24’ Pantano 79’ (rig.) A. Bellini 84’ | Marcatori |  |

| Arbitro: | Soffritti (Ferrara) |

|                          |           |                               |
| Serafini 11’ Zanetti 60’ | Marcatori | 29’ A. Agostini 69’ Ricchiuti |

| Cremona 1º settembre 1999 5ª giornata | Cremonese           | 0 – 0 | Atalanta | Stadio Giovanni Zini\| Arbitro: \| Borriello (Mantova) \| |
| Arbitro:                              | Borriello (Mantova) |       |          |                                                           |

| Arbitro: | Serena (Bassano del Grappa) |

|                         |           |  |
| Garba 43’ Ferraresi 91’ | Marcatori |  |

### Coppa Italia di Serie C

#### Sedicesimi di finale
| Arbitro: | Girardi (San Donà di Piave) |

|  |           |            |
|  | Marcatori | 51’ Borneo |

| Arbitro: | Pieri (Genova) |

|           |           |                                  |
| Bruno 13’ | Marcatori | 34’, 39’ Trocini 70’ A. Bonfanti |